# Шалонн-сюр-Луар
Шалонн-сюр-Луар (фр. Chalonnes-sur-Loire) — коммуна на западе Франции, регион Пеи-де-ла-Луар, департамент Мен и Луара, округ Анже, кантон Шалонн-сюр-Луар. Расположена в 25 км к юго-западу от Анже, в 15 км от автомагистралей А11 и А87, на левом берегу реки Луара в месте впадения в нее рек Лейон и Луэ. В 2,5 км к юго-востоку от центра коммуны находится железнодорожная станция Шалонн местной линии Ла-Поссоньер–Шоле.
Население (2020) — 6 475 человек.

## История
Выгодное расположение Шалонн-сюр-Луара в месте слияния рек Лейон и Луары сделало его одним из самых древних населенных мест в области Анжу. Возраст обнаруженных при раскопках на территории коммуны костей животных оценивается в 30 тысяч лет. Здесь были обнаружены свидетельства существования поселения друидов, а затем галло-римлян. Район Шалонна является одним из первых в Анжу, принявших христианство, во многом благодаря усилиями Святого Маврилия, епископа Анжуйского. 
Во время Религиозных войн Шалонн поддерживал католиков. Когда Генрих IV вступил на французский трон, большая часть провинции Анжу, за исключением городов Анже и Сомюр, отказалась признавать его. Только после перехода Генриха IV в католичество в 1593 году в Анжу наступил мир. Город и прилегающие территории неоднократно подвергались разграблению как протестантами, так и сторонниками Католической лиги.
С началом Великой Французской революции район Шалонна, как и весь запад страны, был охвачен Вандейским мятежом. В марте 1793 года повстанцы решили наступать на Шалонн. Город защищали 4000 республиканцев, но они предпочли покинуть его и отступить в Анже. Крестьяне, изгнавшие революционеров из города, рассеялись и вернулись в свои дома, чтобы отпраздновать пасхальные праздники. Два года спустя, в марте 1795 года «адские колонны» опустошили Шалонн. 18 марта имело место сражение при Шалонне, закончившееся победой революционных сил, вернувших себе контроль над городом. 
В результате административной реформы, последовавшей за Революцией, в 1790 году Шалон стал столицей кантона, входящего в состав округа Анже. 
В XVIII веке в соседних с Шалонном коммунах открываются угольные шахты, в городе развиваются производства печей для обжига, некоторых из которых просуществовали до середины XX века. Добыча угля в Шалоне продолжалась до 1913 года. 
Мост через Луару и остров Шалонн были ареной серьезных боевых действий во время Второй мировой войны в июне 1940 года и 26 августа 1944 года.

## Достопримечательности
- Церковь Святого Маврилия (Сен-Мориль) XII-XIII веков в романском стиле
- Церковь Нотр-Дам XII-XVI веков
- Часовня Святой Варвары (Сент-Барб-де-Мин) середины XIX века
- Башня и ворота Сен-Пьер, сохранившиеся части бывшего феодального замка графов Анжуйских
- Остров Шалон между рукавами Луары

## Экономика
Структура занятости населения:
- сельское хозяйство — 3,5 %
- промышленность — 21,7 %
- строительство — 15,0 %
- торговля, транспорт и сфера услуг — 32,2 %
- государственные и муниципальные службы — 27,6 %

Уровень безработицы (2020) — 9,4 % (Франция в целом — 12,7 %, департамент Мен и Луара— 11,0 %). 

Среднегодовой доход на 1 человека, евро (2020) — 22 660 (Франция в целом — 22 400, департамент Мен и Луара — 21 790).

## Демография
Динамика численности населения, чел.

## Администрация
Пост мэра Шалонн-сюр-Луара с 2020 года занимает Мари-Мадлен Монье (Marie-Madeleine Monnier). На муниципальных выборах 2020 года возглавляемый ею независимый список победил в 1-м туре, получив 56,49 % голосов.
| Период | Период | Фамилия           | Партия                                      | Примечания |
| ------ | ------ | ----------------- | ------------------------------------------- | --- |
| 1977   | 1995   | Ален Пуарье       | Разные левые                                | физиотерапевт, член Генерального совета департамента                                                                      |
| 1995   | 2008   | Мишель Бордро     | Союз за французскую демократию              | преподаватель, член Генерального совета департамента                                                                      |
| 2008   | 2017   | Стелла Дюпон      | Социалистическая партия Вперёд, Республика! | административный и финансовый руководитель, член Генерального совета департамента, депутат Национального собрания Франции |
| 2017   | 2020   | Филипп Менар      | Европа Экология Зелёные                     | физиотерапевт |
| 2020   |        | Мари-Мадлен Монье | Разные правые                               | |

## Города-побратимы
- Теккленбург, Германия
- Баллинасло, Ирландия
- Санники, Польша

## Знаменитые уроженцы
- Туссен Батар (1784-1846), врач и ботаник

## Галерея

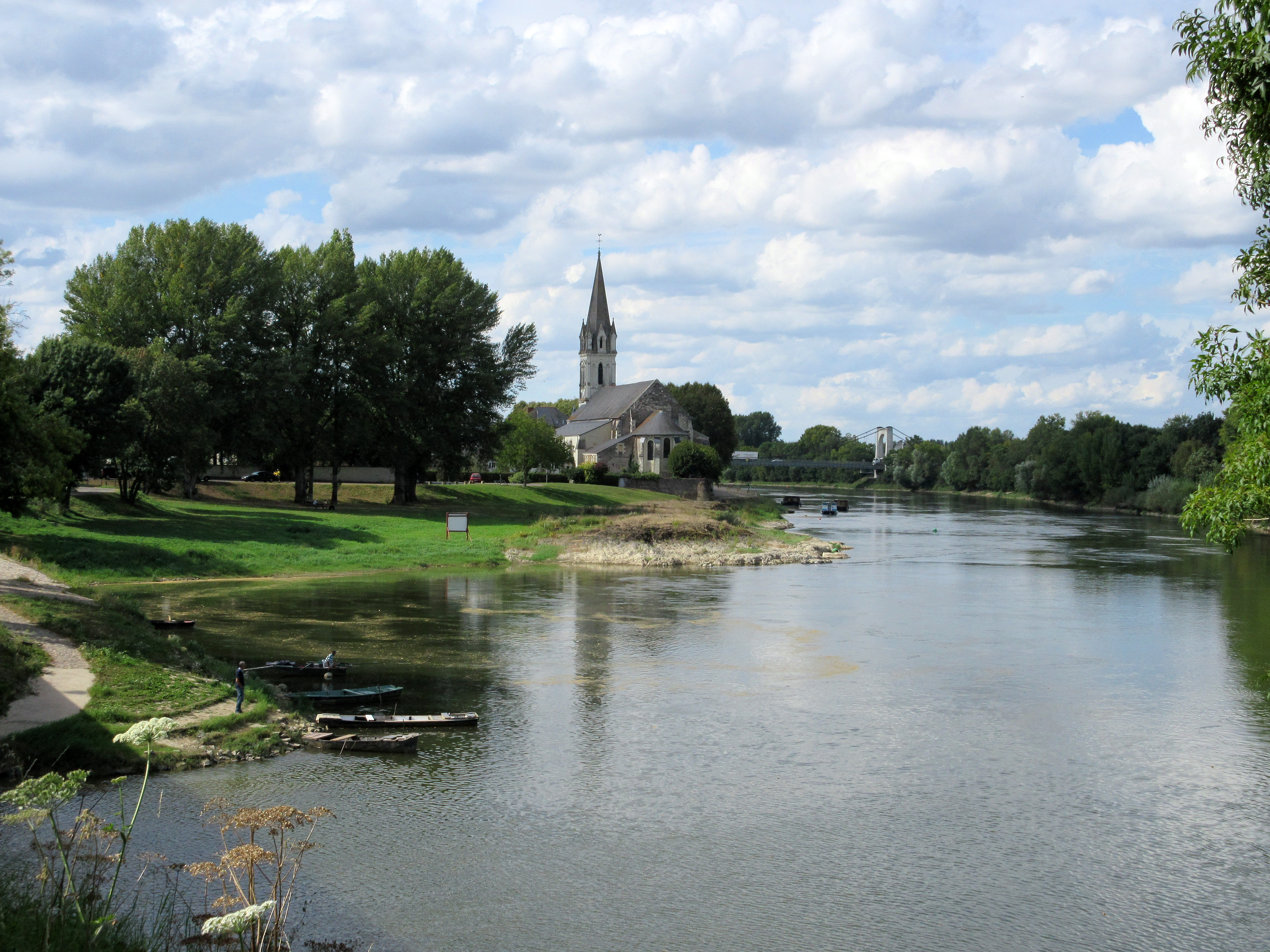
Вид на Шалонн с Луары
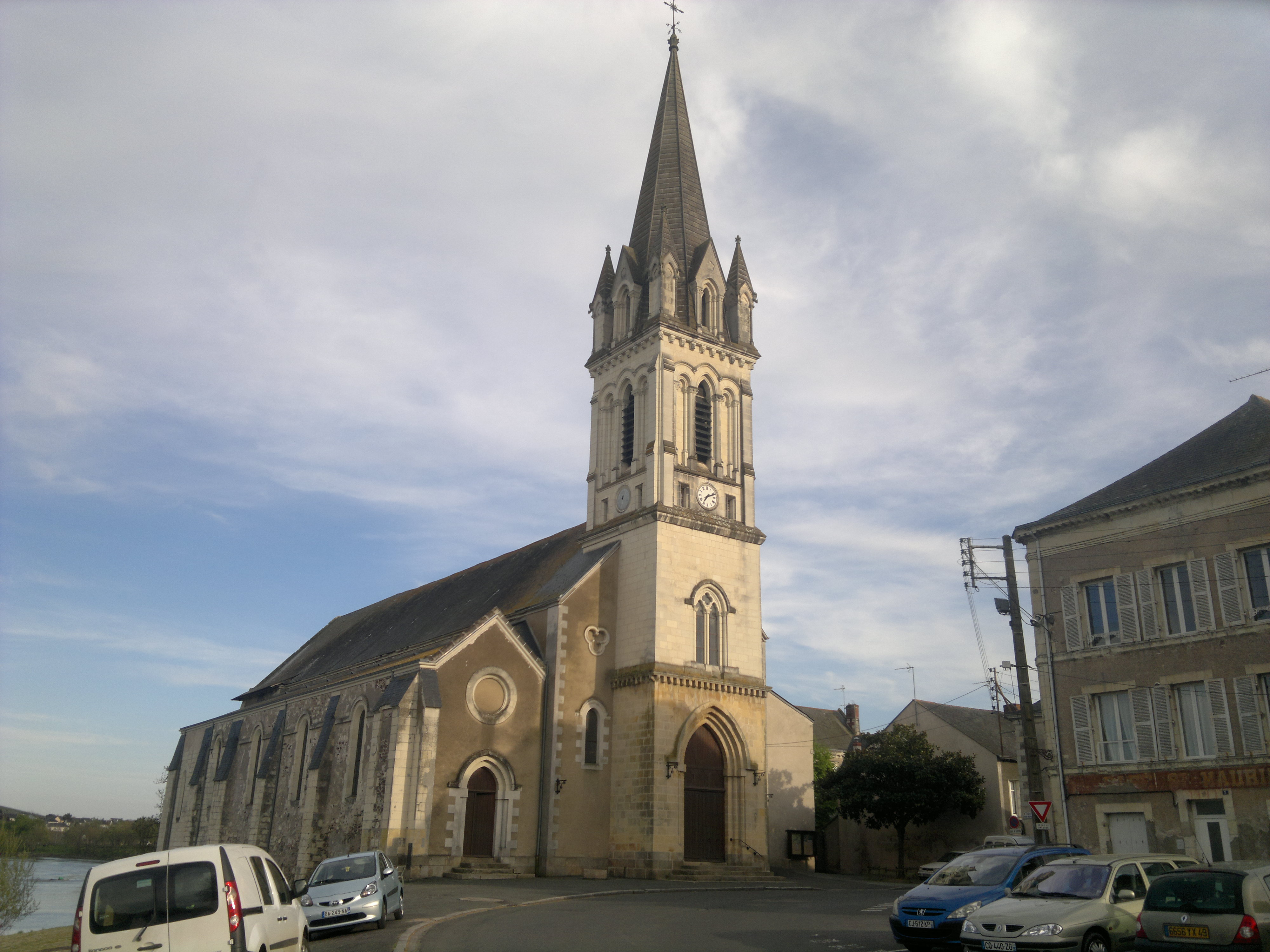
Церковь Святого Маврилия
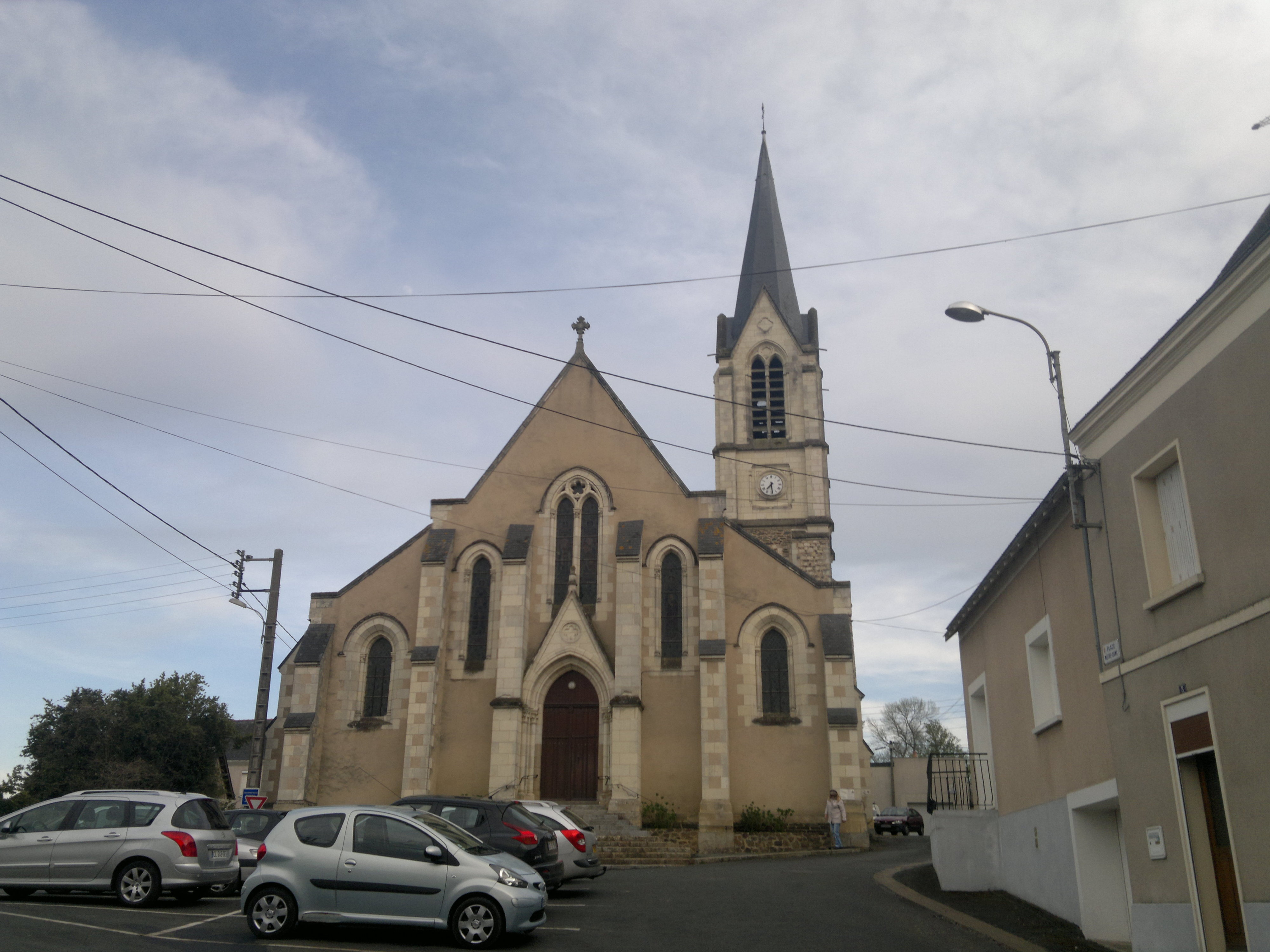
Церковь Нотр-Дам
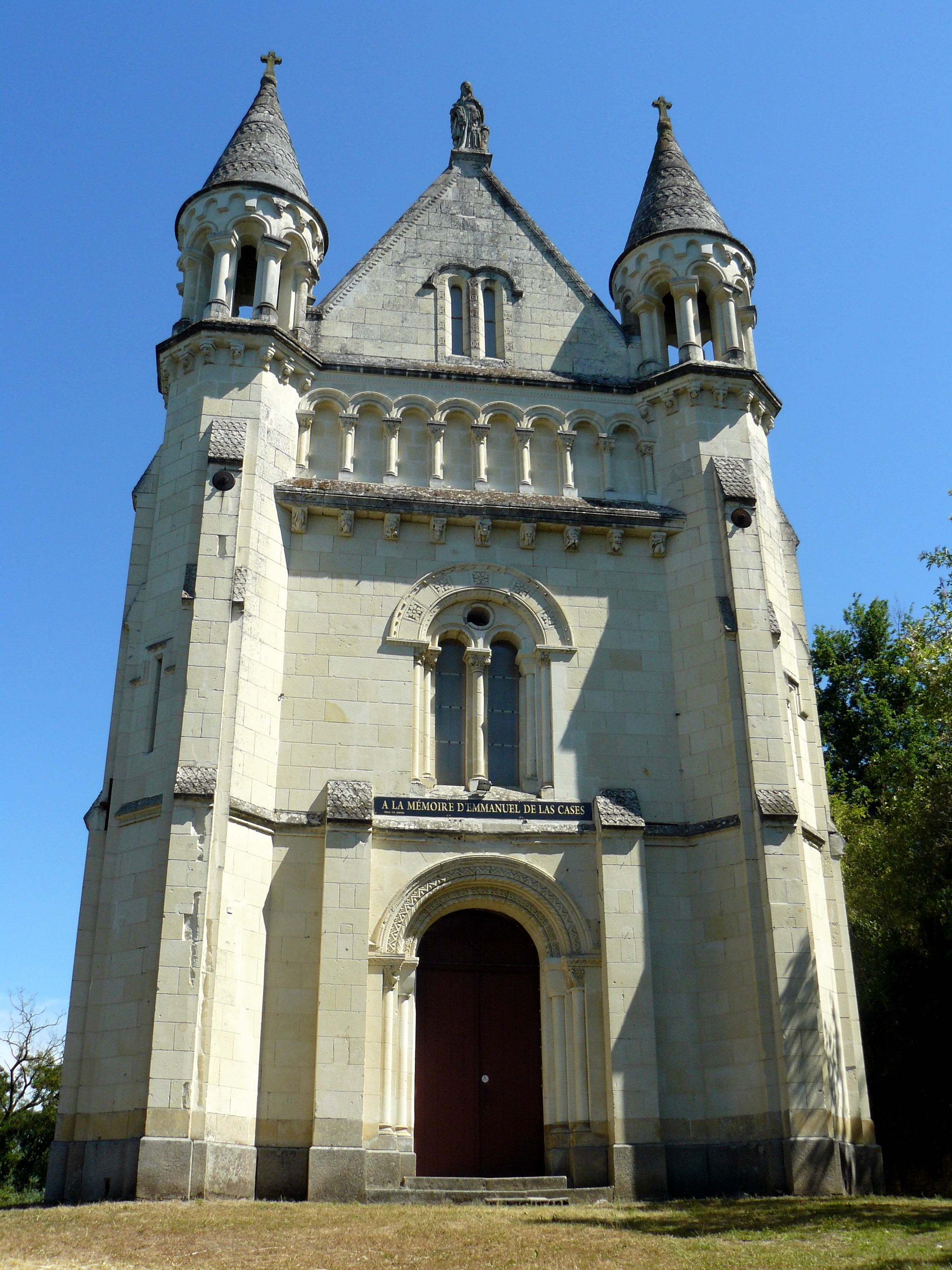
Часовня Святой Варвары
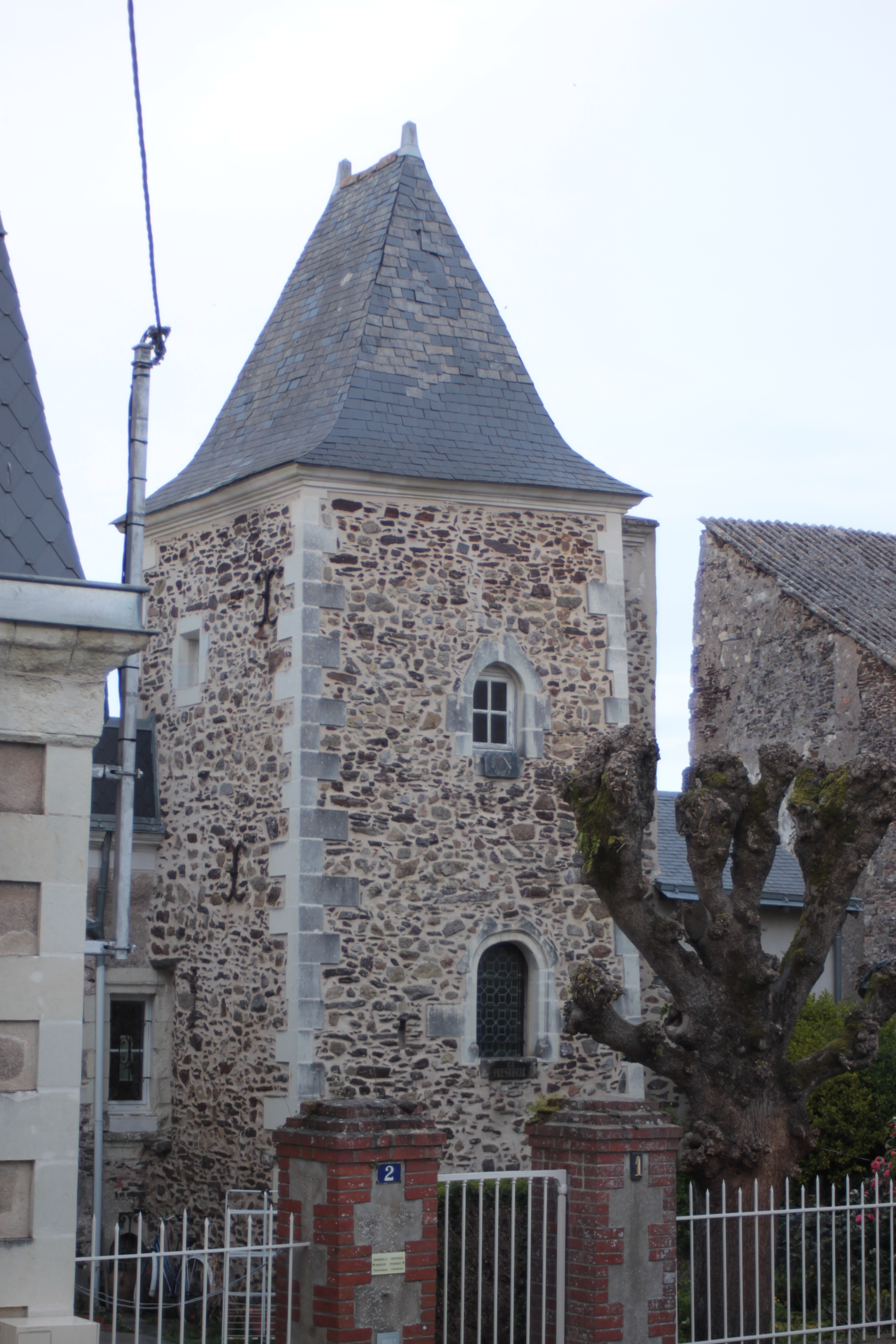
Башня Сен-Пьер
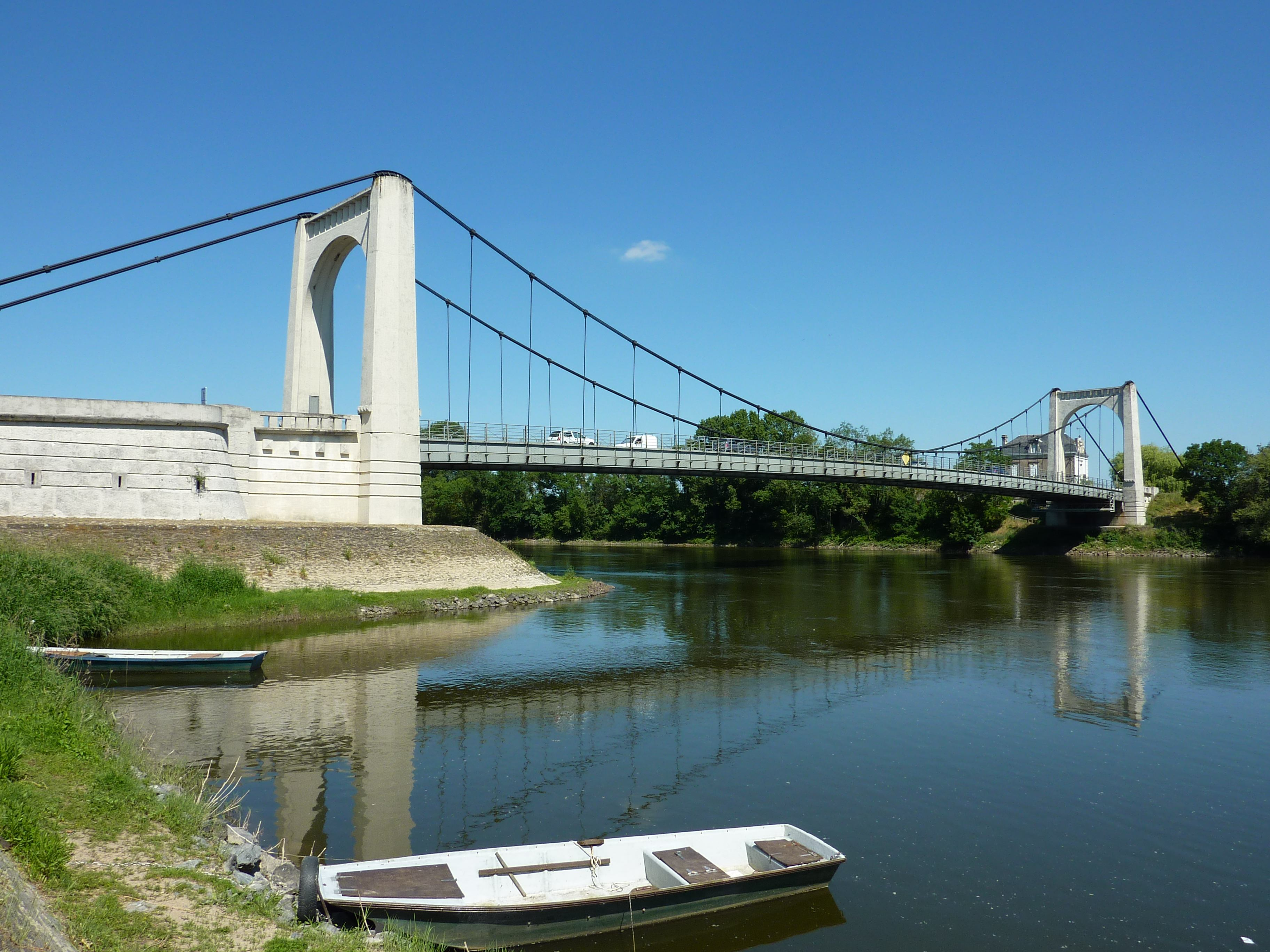
Мост через Луару